# Tyrrellspass
Tyrrellspass (irl. Bealach an Tirialaigh) – miasteczko w hrabstwie Westmeath w Irlandii. Populacja Tyrrellspass liczy 506 mieszkańców. 